# Yuzukoshō

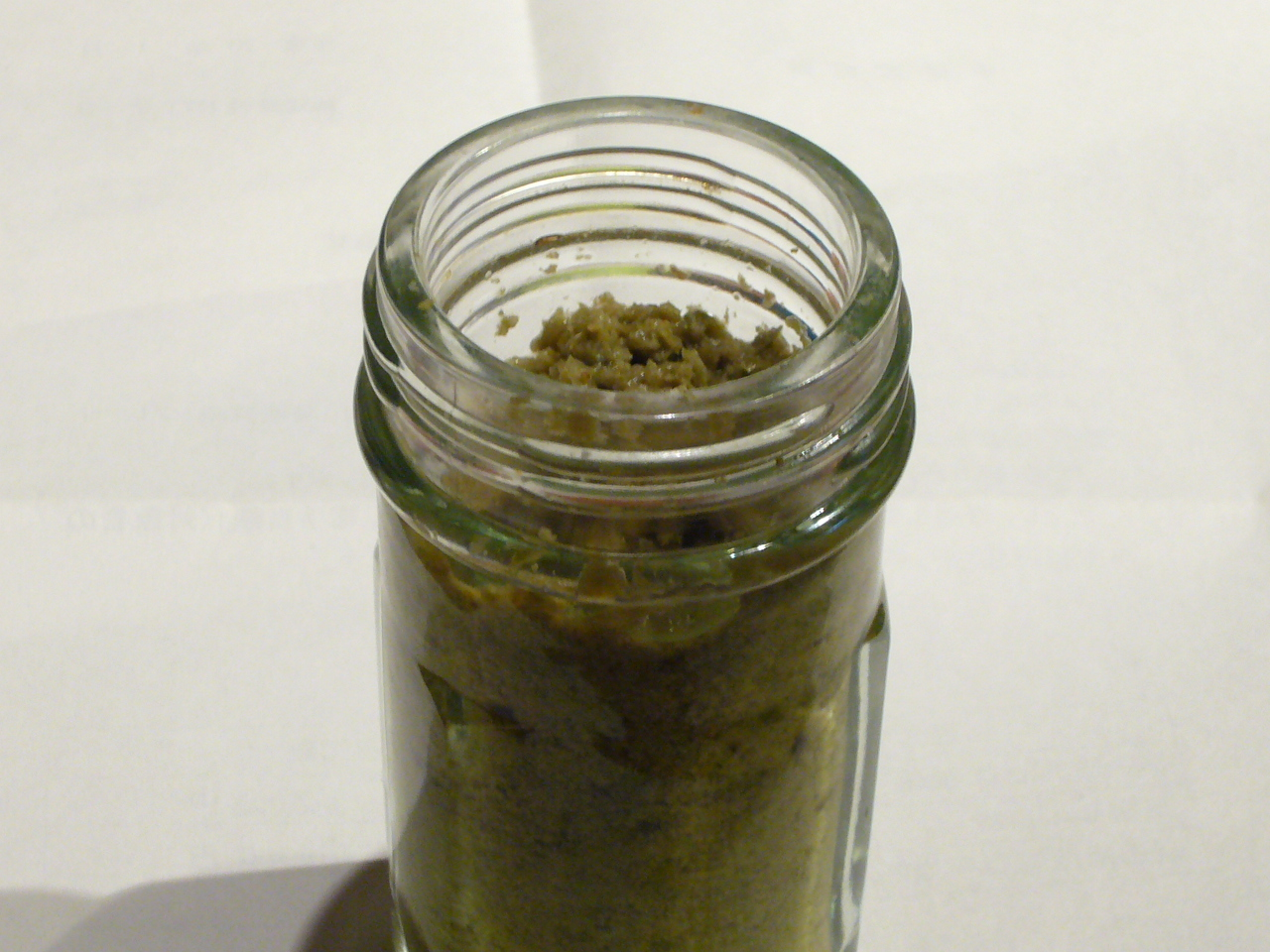
Yuzukoshō

Yuzukoshō oder Yuzugoshō (japanisch 柚子胡椒) ist ein japanisches Gewürz.
Es handelt sich hierbei um eine Paste aus Yuzu, Salz und Chilipfeffer. Yuzu ist hierbei die Bezeichnung für eine japanische Zitrusfrucht, während man unter Koshō schwarzen Pfeffer versteht. Im Kyushu-Dialekt meint Koshō Chilipfeffer.
Yuzukoshō hat einen bitteren, würzig-scharfen Geschmack.
Es gibt zwei Varianten:
- Grünes Yuzukoshō: hergestellt aus grünen Yuzus und grünem Chilipfeffer
- Oranges Yuzukoshō: hergestellt aus gelben Yuzus und rotem Chilipfeffer